# Guaraní-Alphabet
Das Guaraní-Alphabet (achegety) ist ein weitgehend phonetisches Alphabet, das zum Schreiben der hauptsächlich in Paraguay und den benachbarten Ländern gesprochenen Guaraní-Sprache verwendet wird.

## Buchstaben
Das Guaraní-Alphabet besteht aus 33 Buchstaben:
A, Ã, CH, E, Ẽ, G, G̃, H, I, Ĩ, J, K, L, M, MB, N, ND, NG, NT, Ñ, O, Õ, P, R, RR, S, T, U, Ũ, V, Y, Ỹ, '.
Ihre Namen sind:
a, ã, che, e, ẽ, ge, g̃e, he, i, ĩ, je, ke, le, me, mbe, ne, nde, nge, nte, ñe, o, õ, pe, re, rre, se, te, u, ũ, ve, y, ỹ, puso
Die sechs Buchstaben "A", "E", "I", "O", "U", "Y" stellen Vokale dar. Die Varianten mit Tilde sind die entsprechenden Nasallaute. Der Apostroph " ' " (Puso genannt), stellt einen Kehlkopfknacklaut dar. Alle übrigen Buchstaben (inklusive "Ñ", "G̃" und den Digraphen) sind Konsonanten.
Die lateinischen Buchstaben B, C und D werden nur als Teil eines Digraphs benutzt, während F, Q, W, X und Z gar nicht benutzt werden. Der Buchstabe "L" und der Digraph "RR" werden normalerweise nur in Wörtern verwendet, die aus dem Spanischen entlehnt sind, von der spanischen Phonetik beeinflusst wurden, oder nichtvokaler Lautmalerei darstellen. Der spanische "LL"-Digraph wird in Guaraní nicht verwendet.
Die Buchstaben mit Tilde von "E", "I", "U", "Y" und "G" sind in den ISO Latin-1-Schriftarten nicht verfügbar. Der Buchstabe "G" mit Tilde ist nicht einmal als vorgefertigte Buchstabenkombination im Unicode-Zeichensatz enthalten. In digitalen Umgebungen, in denen diese Glyphen nicht verfügbar sind, wird die Tilde oft dem Hauptbuchstaben nachgestellt ("E~", "I~", "U~", "Y~", "G~") oder es wird die Version mit Zirkumflex verwendet ("Ê", "Î", "Û", "Ŷ", "Ĝ").
Der Akut-Akzent "´" als diakritisches Zeichen wird verwendet, um die Betonung (muanduhe) anzuzeigen. Wenn kein Akzent gesetzt wird, wird die letzte Silbe betont. Beispiele: syva [sy'va] ("Stirn"), áva ['ava] ("Haar"), tata [ta'ta] ("Feuer"), tái [taj] ("gepfeffert").

## Geschichte
Bis zur spanischen Eroberung Südamerikas im 15. Jahrhundert, hatten die Guaraní keine Schrift. Die ersten guaraníschen Texte wurden von Jesuitischen Missionaren unter Verwendung des Lateinischen Alphabets geschrieben. Der Priester Antonio Ruíz de Montoya dokumentierte die Sprache unter anderem in seinen Büchern Tesoro de la lengua guaraní (einem Guaraní-Spanisch Wörterbuch, gedruckt im Jahre 1639) und Arte y bocabvlario de la lengua guaraní (ein Grammatik-Kompendium und Wörterbuch, gedruckt im Jahre 1722).
Das Alphabet und die Schreibweise, die in diesen frühen Büchern verwendet wurden, war inkonsistent und unterschied sich signifikant vom modernen Alphabet und der modernen Schreibweise. Im Jahre 1867 setzte Mariscal Francisco Solano López, der damalige Präsident Paraguays, einen Ausschuss zur Regulierung der Schriftsprache ein. Aber der Ausschuss war nicht erfolgreich.
Die Schrift wurde in ihrer heutigen Form im Jahr 1950 vom Guaraní-Sprachkongress in Montevideo auf Initiative von Reinaldo Decoud Larrosa festgelegt. Dieser Standard wurde durch die Notation des Internationalen Phonetischen Alphabets beeinflusst und wird nun überall in Paraguay verwendet.
Trotz alledem gibt es immer noch Uneinigkeit zwischen Literaten um Details dieses Standards. Einige Experten meinen, dass der Digraph "CH" zu "X" geändert werden sollte und dass der Buchstabe "G" mit Tilde durch ein einfaches "G" ersetzt und die Tilde auf einen benachbarten Vokal übergehen sollte.
Der Guaraní-Name für das Alphabet, achegety, ist ein Neologismus, der aus a-che-ge (den Namen der ersten drei Buchstaben) und ty, was "Gruppierung", "Ensemble" bedeutet, gebildet wurde.